# Karl Heider

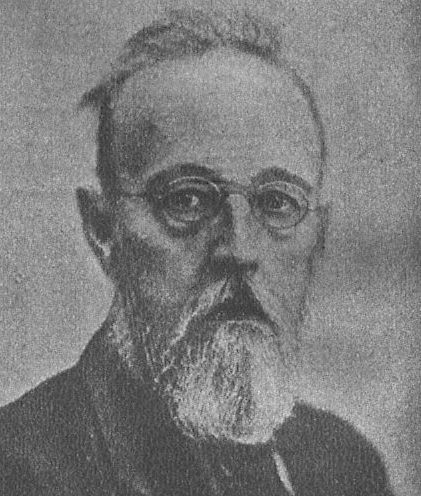
Karl Heider, um 1924

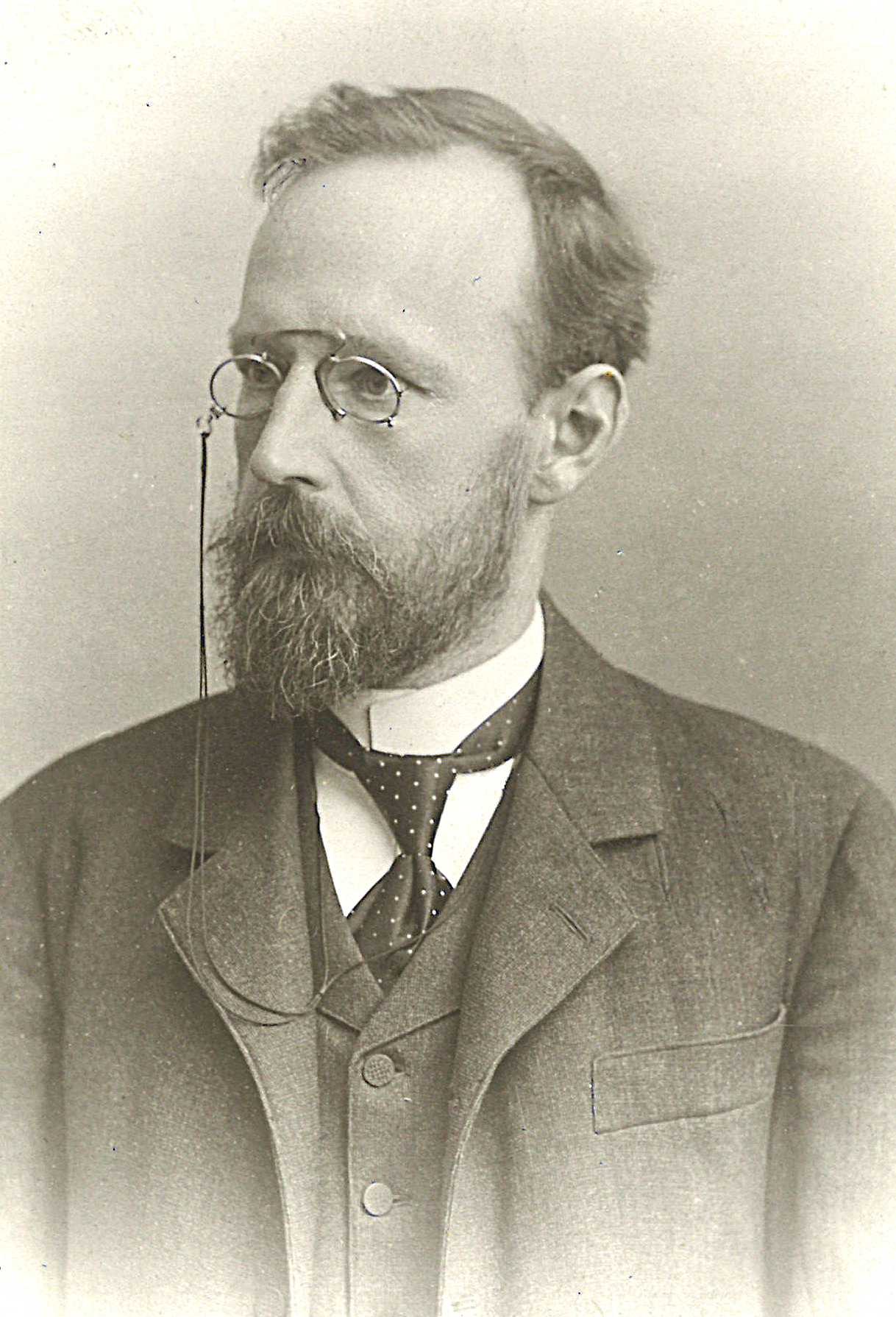
Karl Heider porträtiert zur vorletzten Jahrhundertwende für ein Fakultätsalbum der Universität Innsbruck

Karl Heider (* 28. April 1856 in Wien; † 2. Juli 1935 im Schloss Thinnfeld, Deutschfeistritz, Steiermark) war ein österreichischer Zoologe. 

## Leben

### Herkunft und Studium
Heider war der Sohn von Moriz Heider (1816–1866), Begründer der wissenschaftlichen Zahnmedizin Österreichs und von 1859 bis zu seinem Tode 1866 der erste Präsident des Centralvereins deutscher Zahnärzte (CVdZ), sowie von Marie Freiin von Thinnfeld, deren Vater Ferdinand von Thinnfeld (1793–1868) nicht nur Unternehmer, sondern zeitweise auch Bergbauminister Österreichs war. Ein Großonkel mütterlicherseits war der Geologe und Mineraloge Wilhelm Ritter von Haidinger.
Nach dem Schulbesuch am Schottengymnasium in Wien sowie am Obergymnasium in Marburg an der Drau begann er 1871 ein Studium der Medizin und studierte dort bis 1877, wobei er weniger die medizinischen Vorlesungen besuchte, sondern vielmehr die des Philosophen Alois Riehl, des Botanikers Hubert Leitgeb (1835–1888), des Paläontologen Karl Peters sowie des Zoologen Franz Eilhard Schulze. 1877 wechselte er an die Philosophische Fakultät der Universität Wien und studierte nunmehr Zoologie am Lehrstuhl von Carl Claus, wobei er dort eine lebenslange Freundschaft mit dessen Assistenten Karl Grobben schloss.
Nachdem er am 23. Dezember 1879 seine Promotion zum Doktor der Philosophie abschloss, nahm er wiederum ein Studium der Medizin am Lehrstuhl des Physiologen Ernst Wilhelm von Brücke auf. Daneben war er von der Arbeit des Anatomen Carl Rabl beeindruckt, beendete 1883 das Studium mit der Promotion zum Doktor der Medizin und leistete danach bis 1884 seinen Militärdienst.
Mit seiner Frau Helene, Freiin von Klimburg (1862–1918) hatte er zwei Kinder: den jung verstorbenen Sohn Hans und Doris (1892–1938), die Margret Boveri 1938 im Auto quer durch Vorderasien bis in den Iran begleitete.

### Hochschullehrer in Innsbruck und Berlin
Nach seiner Habilitation wurde er Professor an der Leopold-Franzens-Universität Innsbruck. Später nahm er den Ruf an den Lehrstuhl für Zoologie an der Friedrich-Wilhelms-Universität zu Berlin. Dort wurde er 1924 schließlich auch Direktor des Zoologischen Instituts. 1912 war er Vorsitzender der Gesellschaft Deutscher Naturforscher und Ärzte. Seit 1918 war er Mitglied der Preußischen Akademie der Wissenschaften. 1922 wurde er zum korrespondierenden Mitglied der Göttinger Akademie der Wissenschaften gewählt.
Neben seiner Lehrtätigkeit leistete er auch bedeutende Beiträge auf dem Gebiet der Entwicklungsgeschichte der Wirbellosen.
Daneben war er mehrere Jahre Mitglied des Vorstandes der Deutschen Zoologischen Gesellschaft (DZG) als Dritter sowie Erster Vizepräsident sowie als Präsident von 1914 bis 1915.

## Veröffentlichungen (Auswahl)
- Die Gattung Lernanthropus. In: Arbeiten aus dem Zoologischen Institut der Universität Wien und der Zoologischen Station in Triest. Jahrgang 2, Heft 3, 1879, S. 269–368 (zobodat.at [PDF; 14,1 MB]).
- Über die Anlage der Keimblätter von Hydrophilus piceus. Abh. Akad. Wiss. Berlin, 1886, S. 1–47
- Zur Metamorphose der Oscarella lobularis O. Schm. In: Arbeiten aus dem Zoologischen Institut der Universität Wien und der Zoologischen Station in Triest. Jahrgang 6, Heft 2, 1886, S. 175–236 (zobodat.at [PDF; 8,9 MB]).
- Die Empryonalentwicklung von Hydrophlus piceus L. Gustav Fischer Verlag, Jena 1889, S. 1–98
- Erwiederung auf die Bemerkungen V. Graber&#145;s zu meiner Abhandlung über die Embryonalentwicklung von Hydrophilus piceus L. Zool. Anz. 13, 1890, S. 428–430
- mit E. Korschelt: Lehrbuch der vergleichenden Entwicklungsgeschichte der wirbellosen Tiere; spezieller Teil. Gustav Fischer Verlag, Jena 1892
- Ist die Keimblätterlehre erschüttert? Zool. Zbl. 4, 1897, S. 725–737
- Das zoologische System. Eine Erwiderung. In: Verhandlungen der Zoologisch-Botanischen Gesellschaft in Wien. Band 61, 1911, S. 202–209 (zobodat.at [PDF; 707 kB]).
- Phylogenie der Wirbellosen. In: Die Kultur der Gegenwart. Dritter Teil, Vierte Abteilung, Vierter Band. B. G. Teubner, Leipzig/Berlin 1914, S. 453–529 (zobodat.at [PDF; 6 MB]).
- Hofrat Prof. Kamill Heller (1823–1917). In: Berichte des naturwissenschaftlichen-medizinischen Verein Innsbruck. Band 36, 1917, S. 15–45